# Eumonhystera rustica
Eumonhystera rustica är en rundmaskart. Eumonhystera rustica ingår i släktet Eumonhystera, och familjen Monhysteridae. Arten är reproducerande i Sverige.